# TR-125
Tancul principal de luptă TR-125 (Tanc Românesc 125, numeralul reprezintă calibrul tunului) a fost numele unei serii limitate de prototipuri prin care s-a încercat construirea tancului sovietic T-72 de către industria română de armament, prin mijloace proprii. Tancul nu a fost acceptat de către Armata Română, fiind în prezent cunoscut sub numele de P-125 (Prototipul 125).

## Istorie
La sfârșitul anilor 1970 și începutul anilor 1980, România a importat din Uniunea Sovietică 30 de tancuri T-72. Consiliul Apărării a decis, în baza raportului din 13.10.1972 privind doctrina națională de apărare, fabricarea unui tanc similar în țară, adaptat posibilităților tehnologice ale industriei de armament din România. La mijlocul anilor 1980 a început proiectarea noului tanc. Au fost realizate aproximativ cinci prototipuri (numărul exact diferă în funcție de sursă: 3, 5 sau 10 bucăți). Turela și mecanismul de încărcare automat au fost proiectate de către ICSITEM București, iar șasiul a fost dezvoltat de către ACSIT–P 124 aparținând de Fabrica de Mașini Grele Speciale a întreprinderii "23 August".
Spre deosebire de tancul T-72 și variantele sale, TR-125 avea șapte galeți la fiecare șenilă. Șasiul a fost astfel extins cu un metru pentru a face loc motorului de 900 de cai putere 8VSA3 (o variantă îmbunătățită a celui folosit la tancul TR-85-800). Din cauza modificărilor aduse șasiului, agregatului energetic și blindajului, greutatea tancului a ajuns la aproape 50 de tone (față de cele 41.5 tone ale tancului T-72M).
TR-125 era dotat cu echipamente moderne: un tun de calibru 125 de mm stabilizat hidraulic în două planuri, telemetru laser, un mecanism de încărcare automată a tunului (care avea o cadență de 8 lovituri pe minut), calculator balistic, sistem de avertizare la iluminare laser și instalație de lansare a grenadelor fumigene automată în cazul activării senzorilor laser.
În urma testelor, tancul nu a intrat în dotarea Forțelor Terestre ale Armatei Române, nefiind omologat pentru producție. Prototipurile sunt păstrate în rezervă.
O unitate funcțională este expusă la Muzeul Militar Național, lângă un tanc T-72.